# 241442 Shandongkexie
241442 Shandongkexie è un asteroide della fascia principale. Scoperto nel 2008, presenta un'orbita caratterizzata da un semiasse maggiore pari a 3,0974397 UA e da un'eccentricità di 0,0197090, inclinata di 11,88145° rispetto all'eclittica.
L'asteroide è dedicato all'omonima associazione per la scienza e la tecnologia dello Shandong in Cina.